# Krokorzyce
Krokorzyce (niem. Forsterei Kockeritz) – osada w województwie zachodniopomorskim, w powiecie goleniowskim, w gminie Stepnica, w sołectwie Widzieńsko. Leży na Równinie Goleniowskiej, w Puszczy Goleniowskiej, w dolinie rzeczki Świdnianki, dopływie przepływającej nieopodal Gowienicy, przy drodze łączącej Zielonczyn z Widzieńskiem oraz drodze krajowej nr 3, ok. 10 km od Stepnicy.
Według danych z 31 grudnia 2009 r. osadę zamieszkiwało 14 osób.
Osada składa się z kilku domów, wybudowanych w okresie międzywojennym oraz leśniczówki, podchodzącej pod Nadleśnictwo Goleniów. W osadzie znajduje się kilka stawów rybnych. W głębi puszczy położone są dwa śródleśne jeziorka, już zarastające, Trzęsacz i Lewino. 
Okoliczne miejscowości: Widzieńsko, Zielonczyn, Babigoszcz, Miłowo